# Alfredo Zanazzo

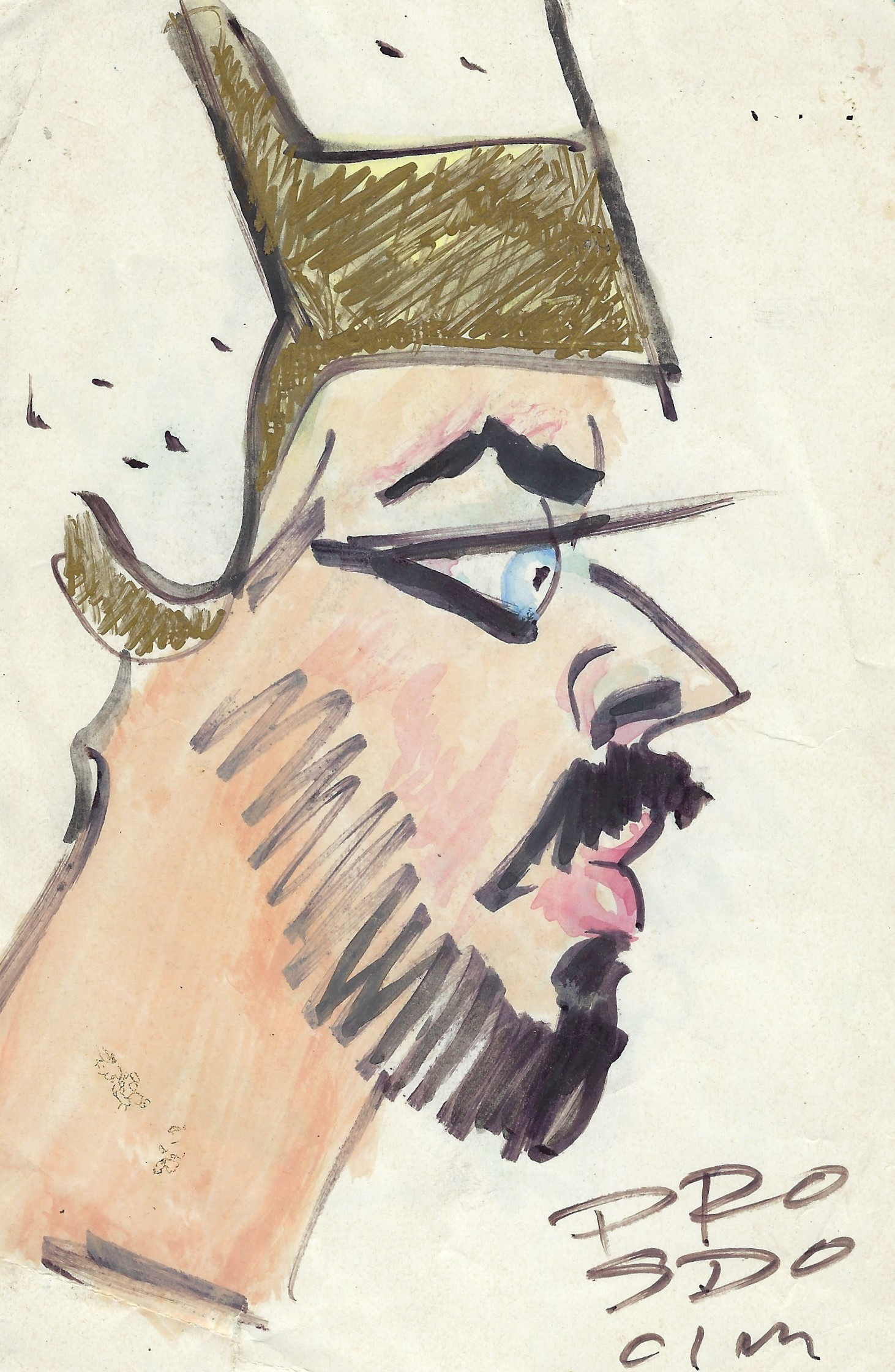
Caricatura di Zanazzo nel personaggio di Ramfis in Aida

Alfredo Zanazzo (Imperia, 14 ottobre 1942) è un basso italiano.

## Biografia
Alfredo Zanazzo nasce da Livia Silvestri, figlia del pittore veneziano Tullio Silvestri (grande amico di James Joyce), e Cesare Zanazzo, ufficiale pilota e comandante impegnato in missioni di guerra nel Nord Africa. Da adolescente scopre il suo amore per la musica ed il canto ascoltando i dischi di Pat Boone, di cui cerca di imitare il timbro grave. Dopo il Liceo Classico, Zanazzo comincia la collaborazione – come cantante e pianista – con alcuni gruppi musicali, collaborazione che lo porterà per una decina di anni ad esibirsi all’estero, dall'Olanda alla Germania, sino al Medio Oriente (Libano Kuwait, Iran) all'Etiopia, Le Filippine ed infine a Hong Kong. A Teheran conosce il baritono Michele Casato (direttore artistico del Teatro d'Opera dello Shah), che lo invita a intraprendere lo studio del canto lirico. Zanazzo comincia lo studio a Manila, dall’ex soprano filippino Luisa Tapales. Tornato in Italia, dopo una serie di concerti a Sanremo ed Imperia accompagnato dalla Corale della Basilica, diretta da Don Del Santo, Zanazzo viene ascoltato dallo zio Corradino, che – come assessore alla Cultura del Comune di Imperia - aveva già organizzato al Casinò di Sanremo concerti e opere con importanti cantanti come Boris Christoff e Anna Moffo. Con lo zio, Zanazzo ottiene una audizione a Milano dal basso Tancredi Pasero e successivamente dal direttore Molinari Pradelli. Vince poi il Concorso dell'Aslico e il Concorso “Voci liriche dal mondo” alla RAI. Debutta nel 1974 nel ruolo di Sparafucile nel Rigoletto, al Teatro Margherita di Genova, accanto al soprano Luciana Serra e al baritono Antonio Salvadori. Ripete lo spartito verdiano l’anno successivo a Montecarlo accanto al Rigoletto di Aldo Protti. Nel 1976 debutta al Teatro dell’Opera di Roma, dove viene nuovamente scritturato l’anno successivo per sostituire Boris Christoff come Enrico VIII in Anna Bolena. Dopo queste recite – e una Kovancina insieme a Nicolai Ghiaurov al Teatro Morlacchi di Perugia - Zanazzo interrompe la carriera per continuare lo studio, sotto la guida del basso Bonaldo Giaiotti e di Fernando Bandera. Torna sulle scene nel 1980 con Salomè, al Teatro Margherita di Genova. Dal 1981 è per anni presenza fissa all’Arena di Verona, quasi ininterrottamente fino al 2005, principalmente in Aida (sia nel ruolo di Ramfis sia nel ruolo del Re). Nel 1982 debutta al Teatro alla Scala di Milano nell’opera Les Troyens, nel 1983 al Teatro Regio di Torino (in Eugene Onegin e in Nabucco), nel 1984 al San Carlo di Napoli (Lucia di Lammermoor), nel 1986 all’Opera di Parigi. Sempre del 1986 è il debutto al Metropolitan di New York, in Aida ("Alfredo Zanazzo, in his debut as the King, booming out powerfully and beautifully"), e nel 1987 è la prima volta sul palco dello Staatsoper di Vienna. Seguono poi i debutti al Comunale di Firenze (Rigoletto, 1989), alla Fenice di Venezia (Semele, 1992) e nei principali teatri europei.
Voce di basso profondo, tipicamente verdiano, Zanazzo ha in repertorio una sessantina di spartiti tra opere e oratori.

## Discografia
- Cilea F., Adriana Lecouvreur, con Kabaivanska, Toczyska, Merighi, Chausson (live, Torino, 1993); ruolo: Principe di Bouillon

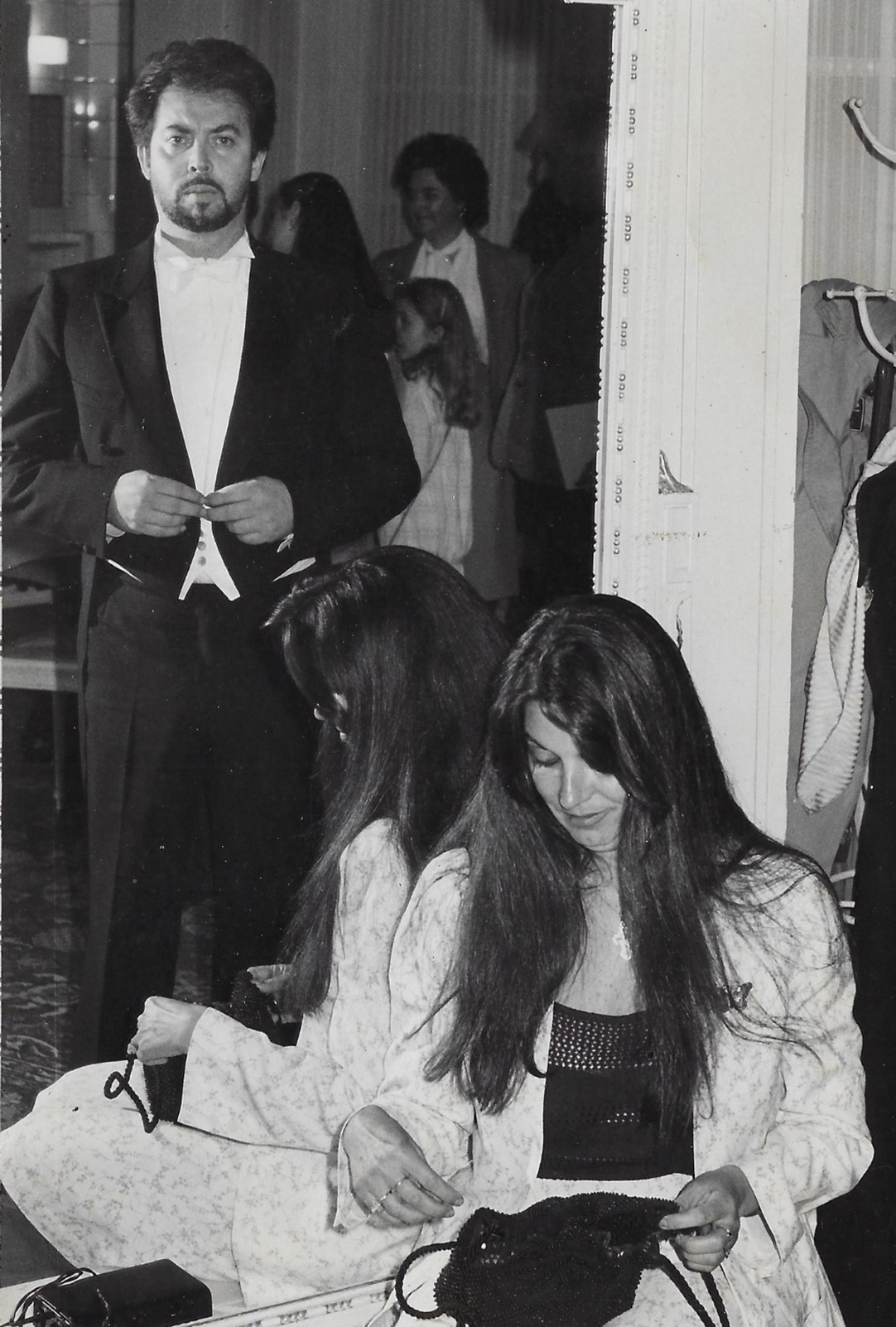
Zanazzo prima di un concerto, qui accanto alla moglie Mirella

- Zanazzo prima di un concerto, qui accanto alla moglie MirellaDelibes L., Lakmè, con Rancatore, Giordano, Vavrille (live, Palermo, 2003); ruolo: Nilakantha
- Donizetti G., Pia de' Tolomei, con Cuberli, Pecchioli, Casellato, Fioravanti; ruolo: Piero
- Giordano U., Andrea Chenier, con Dimitrova, Giacomini, Zancanaro (live, Genova, 1991); ruolo: Roucher
- Leoncavallo R., Edipo Re, con Angeletti, Bruson, Di Cesare (live, Torino, 2002); ruolo: Tiresia
- Musorgskij M., Boris Godunov (solo la Morte di Boris, in Voci liriche dal mondo, RAI, 1974)
- Ponchielli A., La Gioconda, con Dimitrova, Johannson, Gavanelli (live, Genova, 1998); ruolo: Alvise Badoero
- Puccini G., Turandot, con Patanè, Capici, Bartolini (live, Fano, 1995); ruolo: Timur
- Puccini G., Turandot, con Dragoni, Thedossiou, Encinas (live, Livorno, 1999); ruolo: Timur
- Rossini G., Guglielmo Tell, con Chiara, Salvadori, Fisichella (live, Zurigo, 1987); ruolo: Gualtiero
- Rossini G., Guglielmo Tell, con Voigt, Bruson, Merrit (live, Verona, 1992); ruolo: Gualtiero
- Rossini G., Tancredi, con Cuberli, Dupuy, Cortez (live, Martina Franca, 1976); ruolo: Orbazzano
- Sostakovic, Katarina Ismailova, con Lane, Nurmela, Cochran (live, Roma, 1976); ruolo: prete
- Tchaikovsky P., Eugene Onegin, con Portella (live, Torino, 1983); ruolo: Gremin
- Verdi G., Aida, con Chiara, Cossotto, Martinucci, Scandola, Zardo (live, Verona, 1981); ruolo: Re
- Verdi G., Aida, con Troitskaya, Vespasiani, Bonisolli, Mastromei, Vinco (live, Verona, 1985); ruolo: Re
- Verdi G., Aida, con Baglioni, Kasrasvili, Giacomini, Wixell, Del Bosco (live, Verona, 1985); ruolo: Re
- Verdi G., Aida, con Troitskaya, Obraztsova, Martinucci, Cappuccilli, Burchuladze (live, Verona, 1985); ruolo: Re
- Verdi G., Aida, con Millo, Baglioni, Bonisolli, Boyagian, Ellero D'Artegna (live, Verona, 1989); ruolo: Re
- Verdi G., Aida, con Millo, Cossotto, Bonisolli, Boyagian, Ellero D'Artegna (live, Verona, 1989); ruolo: Re
- Verdi G., Aida, con Chiara, Cossotto, Martinucci, Carroli, Giaiotti (live, Verona, 1990); ruolo: Re
- Verdi G., Aida, con Pentcheva, Guleghina, Giacomini, Mastromarino, Iori (live, Seul, 2003); ruolo: Ramfis
- Verdi G., Aida, con Carosi, Cornetti, Fraccaro, Gazale, Surjan (live, Torino, 2005); ruolo: Re
- Verdi G., Aida, con Branchini, Lytting, Mok, Rasilainen, Gong (live, Hong Kong, 2007); ruolo: Ramfis
- Verdi G., Aroldo, con MGulin, Cecchele, Montefusco; ruolo: Briano
- Verdi G., Don Carlo, con Valayre, Baglioni, Haddock, Coni, Ryhsnen, Vaneev (live, Varsavia, 1996); ruolo: frate
- Verdi G., La Forza del Destino, con Molnar Talajc, Nave, Bergonzi, Giaiotti, Capecchi (live, Verona, 1975); ruolo: Calatrava
- Verdi G., Nabucco, con Ikonmou, Schiatti, Zancanaro, Di Cesare (live, Bergamo, 1994); ruolo: Zaccaria
- Verdi G., Nabucco, con Fekete, Scalchi, Gazale, Salatrin (live, Avenches, 1999); ruolo: Zaccaria
- Verdi G., Nabucco, con Marrocu, Chiuri, Nucci, Borin (live, Avenches, 2005); ruolo: Zaccaria
- Verdi G., Rigoletto, con Anelli, Nucci, Kraus, Aparici (live, Barcellona, 1987); ruolo: Sparafucile
- Verdi G., Rigoletto, con Devia, Pons, Araiza, Scalchi (live, Firenze, 1989); ruolo: Sparafucile
- Verdi G., Simon Boccanegra, con Maistrello, Anderson, Cecchele, Mori, Ruberti (live, Mantova, 1988); ruolo: Fiesco